# 許息
許息（?—?），戰國時期韩国人物。
因为三家分晋时，韩赵魏的领地犬牙交错。前357年（周显王十二年、魏惠王十三年、韩昭侯六年），韩昭侯派许息到魏国，将突出到魏国的平丘（今河南省封丘县东）、户牖（今河南省兰考县北）、首垣（今河南省长垣县东北）诸邑送给魏国。魏国又取枳道（今河南省济源市西北）与郑鹿（白马口，今河南省浚县东南）。